# Jaan Oks
Jaan Oks (* 16. Februarjul. / 28. Februar 1884greg. im Dorf Ratla, damals Gemeinde Pärsama, heute Gemeinde Saaremaa/Insel Saaremaa; † 25. Februar 1918 in Tallinn) war ein estnischer Schriftsteller und Literaturkritiker.

## Leben
Jaan Oks wurde in die Familie eines Schulmeisters geboren. Er schloss 1902 sein vierjähriges Pädagogikstudium am Lehrerseminar von Kaarma auf der Insel Saaremaa (deutsch Ösel) ab. 1903/04 arbeitete er als Lehrer in der Gemeinde Pühalepa (Pühhalep) auf der Insel Hiiumaa (Dagö). Gleichzeitig besuchte er Fortbildungskurse in Haapsalu (Hapsal).
Ab 1905 war er als Schulleiter in Massu (Massau) im Kreis Lääne und ab 1907 als Lehrer und Küster in einer estnischen Siedlung in der Oblast Samara/Russland tätig. Dort lebte er jedoch weitgehend als Bohemien, so dass er 1910/11 entlassen wurde. Anschließend kehrte er auf behördliche Anweisung zu seinem Heimathof Mardi-Kusta im Dorf Ratla (Rattel) in die Obhut der Familie zurück. Dort schlug er sich mit Hilfsarbeiten durch.
1914, mit dem Beginn des Ersten Weltkriegs, wurde Oks als Soldat in die russische Armee eingezogen. Er wurde jedoch als untauglich ausgemustert und für den Festungsdienst in Tallinn abkommandiert.
Im Mai 1917 erkrankte Oks an Knochentuberkulose. Er starb einen Tag nach Ausrufung der estnischen Unabhängigkeit in Tallinn. Jaan Oks liegt heute auf dem Rahumäe-Friedhof in Tallinn begraben.

## Werk
Ab 1906 schrieb Jaan Oks Prosa, Lyrik und Literaturkritiken, die er teilweise an Zeitungsredaktionen sandte. Die Mehrheit davon gilt als verschollen und wurden nie veröffentlicht.
Jaan Oks stand mit seinem Werk dem literarischen Zirkel Noor-Eesti („Junges Estland“) nahe. Oks' Lyrik ließ sich besonders vom deutschen Expressionismus inspirieren. Der größte Teil seines oft provokanten und teilweise pornographischen Werks wurde erst nach seinem Tod veröffentlicht und bis in die 1950er Jahre nur zögernd und bruchstückhaft rezipiert.

## Wichtigste Veröffentlichungen
- Tume inimeselaps (Novellen, 1918)
- Neljapäev (Novellen und Miniaturen, 1920)
- Kannatamine (Oratorium, 1920)
- Kriitilised tundmused (Essays, 1920)
- Kogutud teosed (Gesammelte Werke, 1957)
- Otsija metsas (Gedichte und Novellen, 2003)
- Orjapojad (Artikel, Essays und Briefe, 2004)

Auf Deutsch ist erschienen: „Das Dorf“ (Küla). Aus dem Estnischen von Horst Bernhardt. In: Trajekt 6/1986. Im gleichen Heft findet sich ein Auszug aus dem Oratorium „PASSION“, übersetzt von Ilmar Laaban. Zwei Gedichte sind abgedruckt bei Estnische Lyrik. Übertragen von Tatjana Ellinor Heine. Brackenheim: Verlag Georg Kohl GmbH + Co 1981, S. 52–54.